# Конструктивный альтернативизм
Конструктивный альтернативизм (англ. constructive alternativism) — философская установка, сформулированная Джорджем Келли, согласно которой реальность может интерпретироваться людьми множеством разных способов на основании «конструктивных альтернатив» (то есть различных точек зрения на реальность, индивидуальных моделей реальности). В конструктивном альтернативизме в принципе не рассматриваются абстрактно правильные или неправильные интерпретации сигналов внешней среды, и все гипотезы, позволяющие адекватно взаимодействовать со средой, имеют право на существование. Иными словами, в конструктивном альтернативизме приемлемость гипотезы определяется не степенью приближения модели к «оригиналу», а её эвристической ценностью.

## Философия конструктивного альтернативизма
Философия конструктивного альтернативизма описана в книге Джорджа Келли «Психология личностных конструктов» (The Psychology of Personal Constructs, 1955). Согласно ей, реальность — это то, что мы истолковываем как реальность, и факты всегда можно рассматривать с различных точек зрения. Реальность как таковая не имеет для человека какого-либо значения, пока не будет так или иначе интерпретирована им. Человек познаёт мир в категориях сходства и отличия событий, устанавливая с их помощью тождество объектов окружающего мира. Как доктрина конструктивный альтернативизм доказывает, «что все наше современное толкование мира нуждается в пересмотре или замене». Для объяснения того, как человек создаёт картину мира, Келли ввёл понятие личностных, или персональных, конструктов.
Конструкты — «прозрачные трафареты или шаблоны», которые человек «сам создает, а затем пытается подогнать их по тем реалиям, из которых состоит этот мир». Они используются для прогнозирования повторяющихся событий. По Келли, личностный конструкт — это простейший механизм подобного рода деятельности, представляющий собой некое правило оперирования значениями, биполярная шкала, с помощью которой анализируются события. Именно с помощью сравнения персональных конструктов, по его мнению, люди интерпретируют реальность. Чтобы формировать целостную картину мира у человека, конструкты функционируют в системе, образуя тем самым систему истолкования. Человек, согласно конструктивному альтернативизму, может воспринимать и интерпретировать реальность только лишь посредством таких систем истолкования, вне которых никакие физические стимулы не могут приобрести какого-либо субъективного значения для него.
Джордж Келли считал, что Вселенную нельзя рассматривать с точки зрения универсалий или абсолютов. Идея Келли, что учёные, как и любые люди, активно конструируют интерпретацию мира, резко контрастирует с конвенциональной идеей, что учёные каким-либо образом «открывают» или «раскрывают» кусочки абсолютной истины, которые ожидают их, как если бы мир был «заброшенным памятником». Подход, согласно которому познать абсолютную истину Вселенной можно, механически собрав все такие кусочки, Келли описал как «аккумулятивный фрагментализм» и рассматривал его в качестве предпосылки, антагонистической его собственному конструктивному альтернативизму.